# Poppenhausen (Wittighausen)
Poppenhausen ist ein Gemeindeteil und Dorf der Gemeinde Wittighausen im nördlichen Main-Tauber-Kreis in Baden-Württemberg.

## Geographie

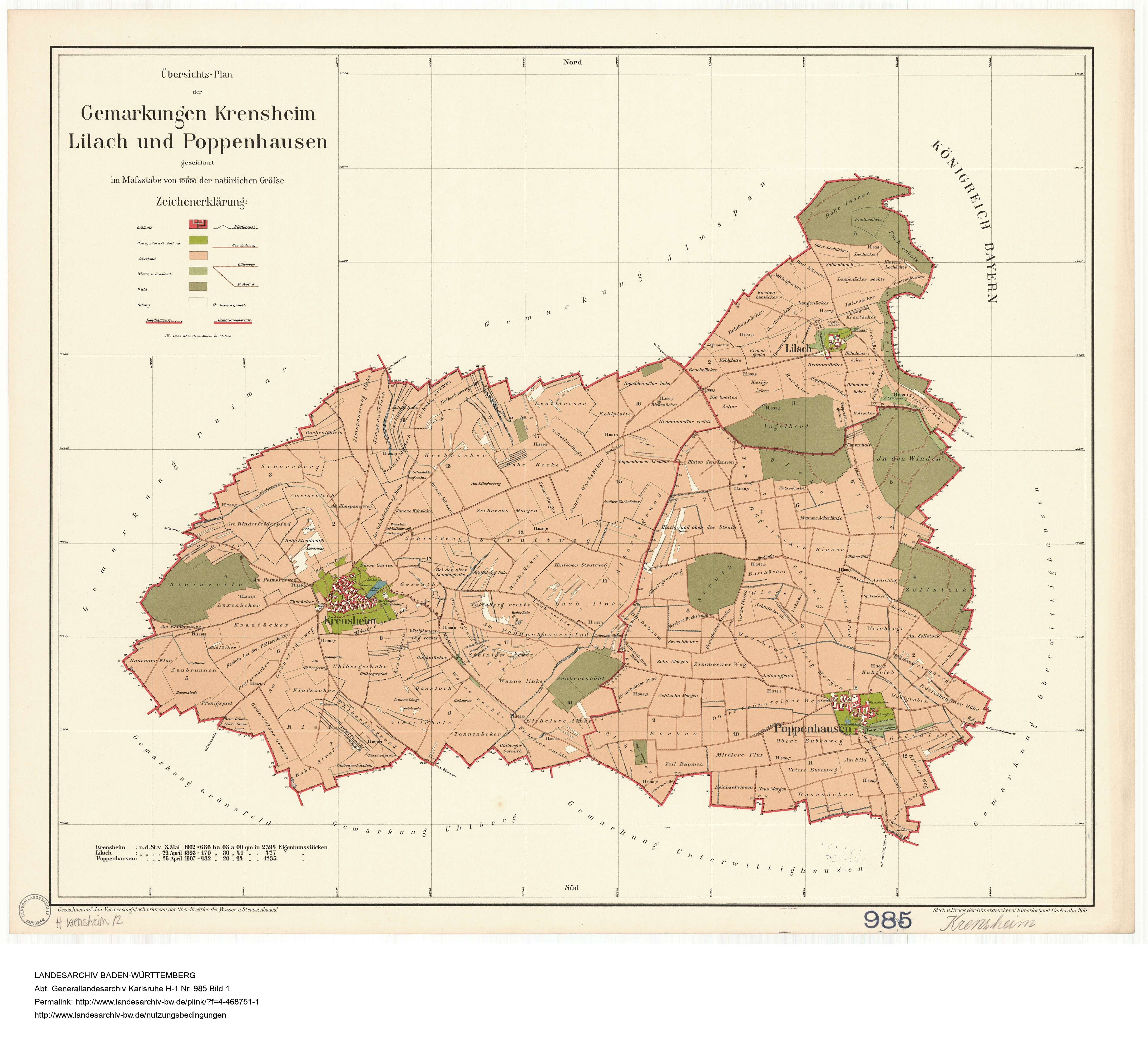
Gemarkung von Poppenhausen, 1910, daneben die Gemarkungen von Hof Lilach (heute Teil der Gemarkung Poppenhausens) und Krensheim

Das Dorf Poppenhausen liegt in Luftlinie etwa zwei Kilometer nordnordwestlich des Gemeindesitzes in Unterwittighausen. Seine Häuser stehen in leichter Hanglage auf Höhen um 310 m ü. NHN auf einem Rücken des Naturraums Ochsenfurter Gau und Gollachgau zwischen den Talmulden des Grenzbachs im Osten, der mündungsnäher Effelter Bach genannt wird, und des ferneren Uhlberger Grabens im Westen, die beide in südlichen Richtungen zum Wittigbach laufen. Durch den Ort zieht das kurze Grundbächlein ostwärts zum Grenzbach.
Zur ehemaligen Gemeinde Poppenhausen gehören das Dorf Poppenhausen (⊙), der Weiler Hof Lilach (⊙) und der Wohnplatz Siedlung (⊙). Die Ortsgemarkung erstreckt sich weit nordwärts über den Hof Lilach hinaus bis an die Grenze der Gemeinde Kirchheim im bayerischen Landkreis Würzburg und umschließt eine Fläche von 655 ha. Es überwiegt darin die offene Flur, die größtenteils unterm Pflug steht. Nordöstlich des Dorfes liegt die größere Waldinsel In der Winne, kleinere Waldinsel anderswo und ganz im Norden gehört ein kleiner Anteil am Waldgebiet um den Bühlrain (336,5 m ü. NHN) zur Gemarkung. Der höchste Punkt der Gemarkung liegt am Wasserreservoir auf den Hügeläckern auf 354,8 m ü. NHN, der niedrigste am Ausfluss des Grenzbachs wenig über 270 m ü. NHN.

## Geschichte
Der Ort Poppenhausen wurde im Jahre 1184 erstmals urkundlich erwähnt. Am 1. Januar 1972 wurde Poppenhausen in die Gemeinde Wittighausen eingemeindet.

### Einwohnerentwicklung
Entwicklung der Poppenhäuser Bevölkerung
| Jahr | Anzahl |       |
| ---- | ------ | ----- |
| 1961 | 183    | [ 4 ] |
| 1970 | 153    | [ 5 ] |
| 2016 | 091    | [ 6 ] |

Quellen: Gemeindeverzeichnis und Angaben der Gemeinde Wittighausen

## Kultur und Sehenswürdigkeiten

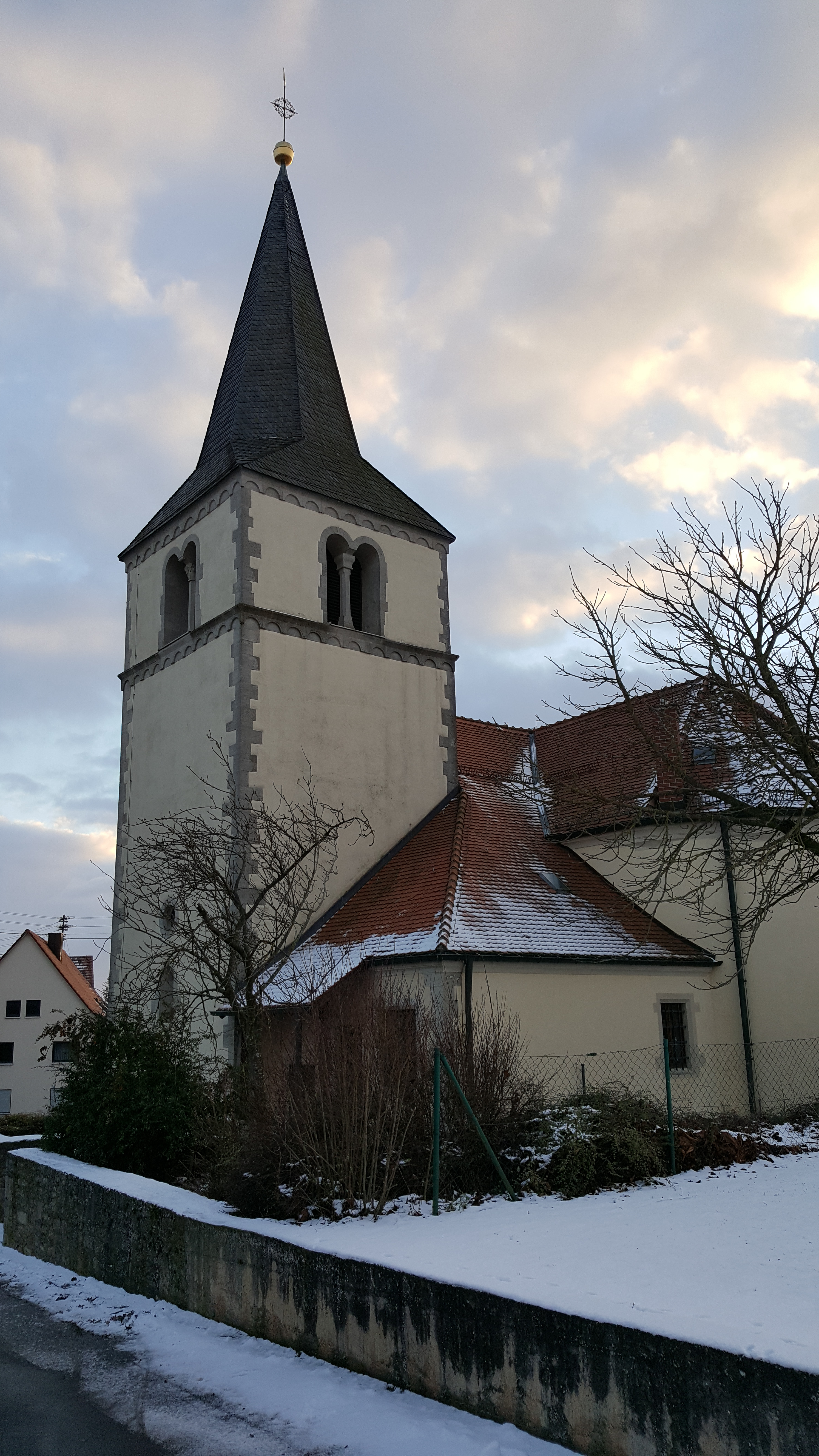
Kirche St. Martin

Die Martinskirche befindet sich im Ort.